# Maciej Duczyński
Maciej Duczyński (ur. 2 listopada 1975 w Katowicach) – polski artysta fotograf i podróżnik.

## Działalność
Maciej Duczyński mieszka i pracuje w Rudzie Śląskiej. Jest fotografem podróżnikiem, miłośnikiem fotografii pejzażowej, którą często prezentuje w fotografii panoramicznej oraz w „HDR (High Dynamic Range image)”. Jest autorem i współautorem wielu wystaw fotograficznych; indywidualnych, zbiorowych, poplenerowych, pokonkursowych. Brał aktywny udział w Międzynarodowych Salonach Fotograficznych, organizowanych (m.in.) pod patronatem FIAP, zdobywając wiele medali, nagród, wyróżnień, dyplomów, listów gratulacyjnych (m.in. w Wielkim Konkursie National Geographic, Pilsner Urquell International Photography Awards, Wandelust Travel Photo of The Year 2009, Emirates Photography Exhibition 2009, Digital Camera Photographer of the Year 2009). Wielokrotnie publikował swoje fotografie (m.in.) w prasie specjalistycznej: „Digital Foto Video” (Polska), „Digital Photo” (Wielka Brytania), „Idea Design Photos” (Tajwan), „Chip Foto Video” (Niemcy), „Chip Foto Video” (Polska), „Foto” (Polska), „Fotografia Cyfrowa” (Polska). Jest aktywnym uczestnikiem (prowadzącym) wielu warsztatów fotograficznych. Uczestniczy w pracach jury – w krajowych i międzynarodowych konkursach fotograficznych.
W 2008 roku został przyjęty w poczet członków Fotoklubu Rzeczypospolitej Polskiej Stowarzyszenia Twórców. Decyzją Komisji Kwalifikacji Zawodowych Fotoklubu RP, otrzymał dyplom potwierdzający kwalifikacje do wykonywania zawodu artysty fotografa, fotografika (legitymacja nr 238). W działalności Fotoklubu RP uczestniczył do 2021.

## Wybrane wystawy indywidualne
- „Światła Północy”;
- „Kolory Europy”[25];
- „Bezkolor” (2011)[26][3];
- „Pejzaż Duczyński” (2015);

Źródło:.